# Кубок Угорщини з футболу 2025—2026
Кубок Угорщини з футболу 2025—2026 — 86-й розіграш кубкового футбольного турніру в Угорщині. Титул вдруге поспіль захищає «Пакш».

## Календар
| Раунд        | Дата               | Матчі | Клуби     |
| ------------ | ------------------ | ----- | --------- |
| Перший раунд | 2–3 серпня 2025    | 72    | 172 → 100 |
| Другий раунд | 23–24 серпня 2025  | 36    | 100 → 64  |
| 1/32 фіналу  | 13–14 вересня 2025 | 32    | 64 → 32   |
| 1/16 фіналу  | 29 жовтня 2025     | 16    | 32 → 16   |
| 1/8 фіналу   | 11 лютого 2026     | 8     | 16 → 8    |
| 1/4 фіналу   | 4 березня 2006     | 4     | 8 → 4     |
| 1/2 фіналу   | 22 квітня 2026     | 2     | 4 → 2     |
| Фінал        | 9 травня 2026      | 1     | 2 → 1     |